# Montferrer
Montferrer är en kommun i departementet Pyrénées-Orientales i regionen Occitanien i södra Frankrike. Kommunen ligger i kantonen Arles-sur-Tech som tillhör arrondissementet Céret. År 2022 hade Montferrer 216 invånare.

## Befolkningsutveckling
Antalet invånare i kommunen Montferrer
| Referens: INSEE |